# Libra (singel)
Libra (リブラ , Ribura?) är en singel av det japanska rockbandet MUCC. Den släpptes den 21 mars 2007 i en standardutgåva och en begränsad utgåva med en bonus-DVD. Under sin första vecka på den japanska försäljningstoppen nådde den som bäst plats 22 med 6 433 sålda exemplar.

## Låtlista
1. "Libra" (リブラ)
2. "Touei" (燈映)

### Bonus-DVD
Endast med den begränsade utgåvan

"Entering the brilliant" (speltid ca 30 min.)